# Lijst van rijksmonumenten in Kampen (gemeente)
De gemeente Kampen telt 531 inschrijvingen in het rijksmonumentenregister. Hieronder een overzicht.

## 's-Heerenbroek
De plaats 's-Heerenbroek telt 1 inschrijving in het rijksmonumentenregister.
| Object              | Oorspronkelijke functie? | Bouwjaar | Architect | Locatie             | Coördinaten?                 | Nr.?   | Afbeelding          |
| ------------------- | ------------------------ | -------- | --------- | ------------------- | ---------------------------- | ------ | ------------------- |
| Hoefslagpaal nr. 75 | Kust- en oevermarkering  | 1760     |           | bij Veecaterdijk 12 | 52° 31' 58" NB, 6° 0' 57" OL | 506181 | Hoefslagpaal nr. 75 |

## IJsselmuiden
De plaats IJsselmuiden telt 6 inschrijvingen in het rijksmonumentenregister.
| Object                                                               | Oorspronkelijke functie? | Bouwjaar                                                                  | Architect            | Locatie                  | Coördinaten?                  | Nr.?   | Afbeelding         |
| -------------------------------------------------------------------- | ------------------------ | ------------------------------------------------------------------------- | -------------------- | ------------------------ | ----------------------------- | ------ | ------------------ |
| Nederlands Hervormde kerk                                            | Kerk en kerkonderdeel    | mog. rond 1200 (schip) 15e eeuw (koor) 1848-'49 (uitbr.) 1911-'12 (rest.) | A. Mulder (1911-'12) | Dorpsweg 53              | 52° 33' 55" NB, 5° 55' 42" OL | 39906  | Meer afbeeldingen  |
| Nederlands Hervormde kerk, toren                                     | Kerk en kerkonderdeel    | ca. 1200 (onderste deel) 1310-1325 (uitbr.)                               |                      | Dorpsweg 53              | 52° 33' 55" NB, 5° 55' 42" OL | 39907  | Meer afbeeldingen  |
| Boerderij van het dwarshuistype in ambachtelijk-traditionele trant   | Boerderij                | 1850-1900                                                                 |                      | Oosterholtseweg 44       | 52° 33' 38" NB, 5° 57' 13" OL | 509328 | Meer afbeeldingen  |
| Houten schuur met hooizolder onder met golfplaten gedekt mansardedak | Boerderij                | 1850-1900                                                                 |                      | bij Oosterholtseweg 44   | 52° 33' 38" NB, 5° 57' 13" OL | 509331 | Meer afbeeldingen  |
| Meerburg, tuinhuis                                                   | Tuin, park en plantsoen  | 1885 1980 (rest.)                                                         |                      | Burg. van Engelenweg 92a | 52° 33' 47" NB, 5° 55' 50" OL | 509332 | Meerburg, tuinhuis |
| Kapel op rooms-katholieke begraafplaats                              | Kapel                    | 1889                                                                      | A.C. Boerma          | Plasweg bij 4-6          | 52° 34' 5" NB, 5° 56' 12" OL  | 509334 | Meer afbeeldingen  |

## Kampen
De plaats Kampen telt 508 inschrijvingen in het rijksmonumentenregister. Zie Lijst van rijksmonumenten in Kampen (plaats) voor een overzicht.

## Kampereiland
Het Kampereiland telt 5 inschrijvingen in het rijksmonumentenregister.
| Object                                        | Oorspronkelijke functie? | Bouwjaar           | Architect | Locatie                | Coördinaten?                  | Nr.?   | Afbeelding                                |
| --------------------------------------------- | ------------------------ | ------------------ | --------- | ---------------------- | ----------------------------- | ------ | ----------------------------------------- |
| Op terp gelegen boerderij van het Kamper type | Boerderij                | 19e eeuw           |           | Frieseweg 25           | 52° 35' 41" NB, 5° 52' 5" OL  | 23031  | Meer afbeeldingen                         |
| Brug en uitwateringssluis                     | Waterkering en -doorlaat | 1880 1924 (deuren) |           | bij Mandjeswaardweg 22 | 52° 36' 59" NB, 5° 58' 18" OL | 512060 | Brug en uitwateringssluis                 |
| Uitwateringssluis                             | Waterkering en -doorlaat | 1850-1900          |           | bij Brinkweg 6         | 52° 35' 31" NB, 5° 56' 12" OL | 512061 | Uitwateringssluis                         |
| Hoefslagpaal                                  | Grensafbakening          | 1850-1900          |           | bij Nesweg 5           | 52° 35' 8" NB, 5° 54' 42" OL  | 512062 | Upload foto                               |
| Gedenknaald voor J.C. baron van Haersolte     | Gedenkteken              | 1881               |           | Mandjeswaardweg        | 52° 37' 6" NB, 5° 59' 30" OL  | 512063 | Gedenknaald voor J.C. baron van Haersolte |

## Kamperveen
De plaats Kamperveen telt 4 inschrijvingen in het rijksmonumentenregister.
| Object                                               | Oorspronkelijke functie? | Bouwjaar          | Architect | Locatie              | Coördinaten?                  | Nr.?   | Afbeelding                     |
| ---------------------------------------------------- | ------------------------ | ----------------- | --------- | -------------------- | ----------------------------- | ------ | ------------------------------ |
| De Wendehoeve                                        | Boerderij                | 1869              |           | Zuideinde West 36    | 52° 28' 59" NB, 5° 55' 28" OL | 39911  | Meer afbeeldingen              |
| Huisterp met naastgelegen wiel                       | Archeologisch monument   | late middeleeuwen |           | Hogeweg              | 52° 30' 51" NB, 5° 55' 20" OL | 46202  | Huisterp met naastgelegen wiel |
| Huisterp met naastgelegen wiel                       | Archeologisch monument   | late middeleeuwen |           | Hogeweg              | 52° 30' 57" NB, 5° 55' 14" OL | 46203  | Huisterp met naastgelegen wiel |
| Electrogemaal in de stijl van de Nieuwe Zakelijkheid | Gemaal                   | 1936              |           | Noordwendigedijk 12a | 52° 31' 22" NB, 5° 53' 36" OL | 509333 | Meer afbeeldingen              |

## Wilsum
De plaats Wilsum telt 3 inschrijvingen in het rijksmonumentenregister. 
| Object                           | Oorspronkelijke functie? | Bouwjaar                                                                                           | Architect                   | Locatie              | Coördinaten?                  | Nr.?   | Afbeelding          |
| -------------------------------- | ------------------------ | -------------------------------------------------------------------------------------------------- | --------------------------- | -------------------- | ----------------------------- | ------ | ------------------- |
| Sint-Lambertuskerk               | Kerk en kerkonderdeel    | midden 12e eeuw (schip) 15e eeuw (koor) hersteld in 1722 en 1837 1901-'02 (rest.) 1980-'83 (rest.) | T. van Hoogevest (1980-'83) | Dorpsweg 13          | 52° 31' 47" NB, 5° 57' 45" OL | 39908  | Meer afbeeldingen   |
| Nederlands Hervormde kerk, toren | Kerk en kerkonderdeel    | midden 12e eeuw 1837 (spits)                                                                       |                             | Dorpsweg bij 13      | 52° 31' 47" NB, 5° 57' 45" OL | 39909  | Meer afbeeldingen   |
| Hoefslagpaal nr. 79              | Kust- en oevermarkering  | 1760 (verplaatst in 1991)                                                                          |                             | Uiterwijkseweg       | 52° 32' 28" NB, 5° 57' 10" OL | 506182 | Hoefslagpaal nr. 79 |
| Hoefslagpaal nr. 87              | Kust- en oevermarkering  | 1760                                                                                               |                             | Bij Uiterwijkseweg 6 | 52° 32' 30" NB, 5° 56' 47" OL | 506183 | Hoefslagpaal nr. 87 |

## Zalk
De plaats Zalk telt 8 inschrijvingen in het rijksmonumentenregister. Zie Lijst van rijksmonumenten in Zalk voor een overzicht.
Almelo ·
Borne ·
Dalfsen ·
Deventer ·
Dinkelland ·
Enschede ·
Haaksbergen ·
Hardenberg ·
Hellendoorn ·
Hengelo ·
Hof van Twente ·
Kampen ·
Losser ·
Oldenzaal ·
Olst-Wijhe ·
Ommen ·
Raalte ·
Rijssen-Holten ·
Staphorst ·
Steenwijkerland ·
Tubbergen ·
Twenterand ·
Wierden ·
Zwartewaterland ·
Zwolle